# Piaf - de unga åren
Piaf - de unga åren är en film från 1974 i regi av Guy Casaril, om den franska vissångerskan Edith Piaf, baserad på biografin med samma namn från 1969 av sångerskans halvsyster Simone Berteaut.

## Om filmen
Filmen hade världspremiär i Frankrike den 10 april 1974. Den svenska premiären var den 21 april 1975, åldersgränsen är 11 år.

## Rollista (urval)
- Brigitte Ariel - Edith Gassion/Edith Piaf
- Pascale Christophe - Momone